# لویکاو
لویکاو (به لاتین: Loikaw) یک شهر در میانمار است که در ایالت کایا واقع شده‌است.

## خصوصیات
لویکاو ۱۴۰٬۶۷۰ نفر جمعیت دارد و ۸۸۴ متر بالاتر از سطح دریا واقع شده‌است.